# Lefua
Lefua es un género de peces de la familia Nemacheilidae. Fue descrito por Solomon Herzenstein en 1888.

## Especies
- Lefua costata (Kessler, 1876)
- Lefua echigonia D. S. Jordan & R. E. Richardson, 1907
- Lefua hoffmanni Herre, 1932
- Lefua nikkonis (D. S. Jordan & Fowler, 1903)
- Lefua pleskei (Herzenstein, 1888)
- Lefua sayu (Herre & S. Y. Lin, 1936)
- Lefua tokaiensis (Hosoya, Ito & Miyazaki, 2019)
- Lefua torrentis (Hosoya, Ito & Miyazaki, 2018)